# Yankl der Shmid
Yankl der Shmid ist ein jiddischer Spielfilm aus den USA von 1938.

## Handlung
Der jüdische Goldschmied lebt ein Leben als Frauenheld. Doch immer wieder ergibt er sich dem Alkohol. Eines Tages lernt er Tamara kennen, und vieles ändert sich.

## Produktion
Der singende Goldschmied ist die zweite Hauptrolle für den beeindruckenden Chasan (Kantor) Moishe Oysher nach dessen großem Erfolg in Des Kantors Sohn. Edgar G. Ulmer, der sich seit 1937 auf jiddische Filme spezialisiert hatte, produzierte diesen Film und führte Regie.